# Bad Wimsbach-Neydharting
Bad Wimsbach-Neydharting (fino al 1954 Wimsbach) è un comune austriaco di 2 483 abitanti nel distretto di Wels-Land, in Alta Austria; ha lo status di comune mercato (Marktgemeinde). È situata a poca distanza del fiume Danubio a sud est della città di Linz.

## Amministrazione

### Gemellaggi
Bad Wimsbach-Neydharting è gemellata con:
- Friedrichsdorf, Germania[2]